# 접시꽃 당신 (영화)
"접시꽃 당신"은 1988년 공개된 대한민국의 멜로 영화이다.

## 줄거리
도종환은 시골 초등학교 교사로 넉넉하지 못한 살림에도 가족들과 행복해지고, 아내가 통증에 시달리고 시집을 내고 싶어하는 남편에게 자신이 표지그림을 맡겼다고 한다.

## 배역
- 이덕화 : 종환 역
- 이보희 : 수경 역
- 정혜선
- 권성덕
- 문미봉
- 문창길
- 정혜승
- 박희우
- 최성관
- 김기종
- 노사강
- 이건우
- 이봉규
- 국우종
- 이정진 : 결혼식 축가 부르는 아이 역

## 수상
- 1988년 제24회 백상예술대상
  - 영화부문 감독상 - 박철수
  - 영화부문 남자최우수연기상 - 이덕화
  - 영화부문 여자최우수연기상 - 이보희
  - 영화부문 시나리오상 - 권현숙
- 1989년 제13회 황금촬영상
  - 촬영상(동상) - 진영호